# Nomy
Патрік Берндт Борис «Nomy» Марквардт (народився 15 грудня 1979 року) — шведський виконавець з Ульрісегамна, відомий по свому музичному проєкту Nomy.

## Біографія
Патрік виріс в Улрісегамні, у 15 років він почав створювати музику у програмі Fruity loops.
2010 року він був номінований на премію «Ґреммі» як новатор року.
2015 року Nomy був нагороджений 8 золотими дисками та 2 подвійними платиновими дисками та однією платиною.
У 2018 до проєкту Nomy приєднався Саймон Ґоранссон.

## Дискографія
- 2007 — Atonic Atrocity
- 2008 — Song Or Suicide
- 2009 — Welcome to My Freakshow
- 2010 — Disconnected
- 2011 — By The Edge Of God
- 2011 — A Dream For The Weaker
- 2012 — Verity, Denial and Remorse
- 2013 — Free fall
- 2014 — Psycopath
- 2014 — The full story of Diane (EP)
- 2016 — Be your own god
- 2018 — The End Of The World
- 2019 — The Cult
- 2022 — Kill Us All
- 2023 — Break Me
- 2023 — Stay
- 2023 — ParaNoia
- 2023 — The Fucked Generation
- 2023 — Dark Skies